# Henri de Sainte-Gême
Jean François Henri de Miquel, baron de Sainte-Gême, est un propriétaire de plantations et un officier supérieur, qui servit l'armée française lors de l'expédition de Saint-Domingue en 1801 puis l'armée américaine lors de la bataille de La Nouvelle-Orléans en 1815, et qui fut par ailleurs financier des pirateries dans les années 1800 dans les Caraïbes, en particulier des opérations des frères Pierre et Jean Lafitte.

## Biographie

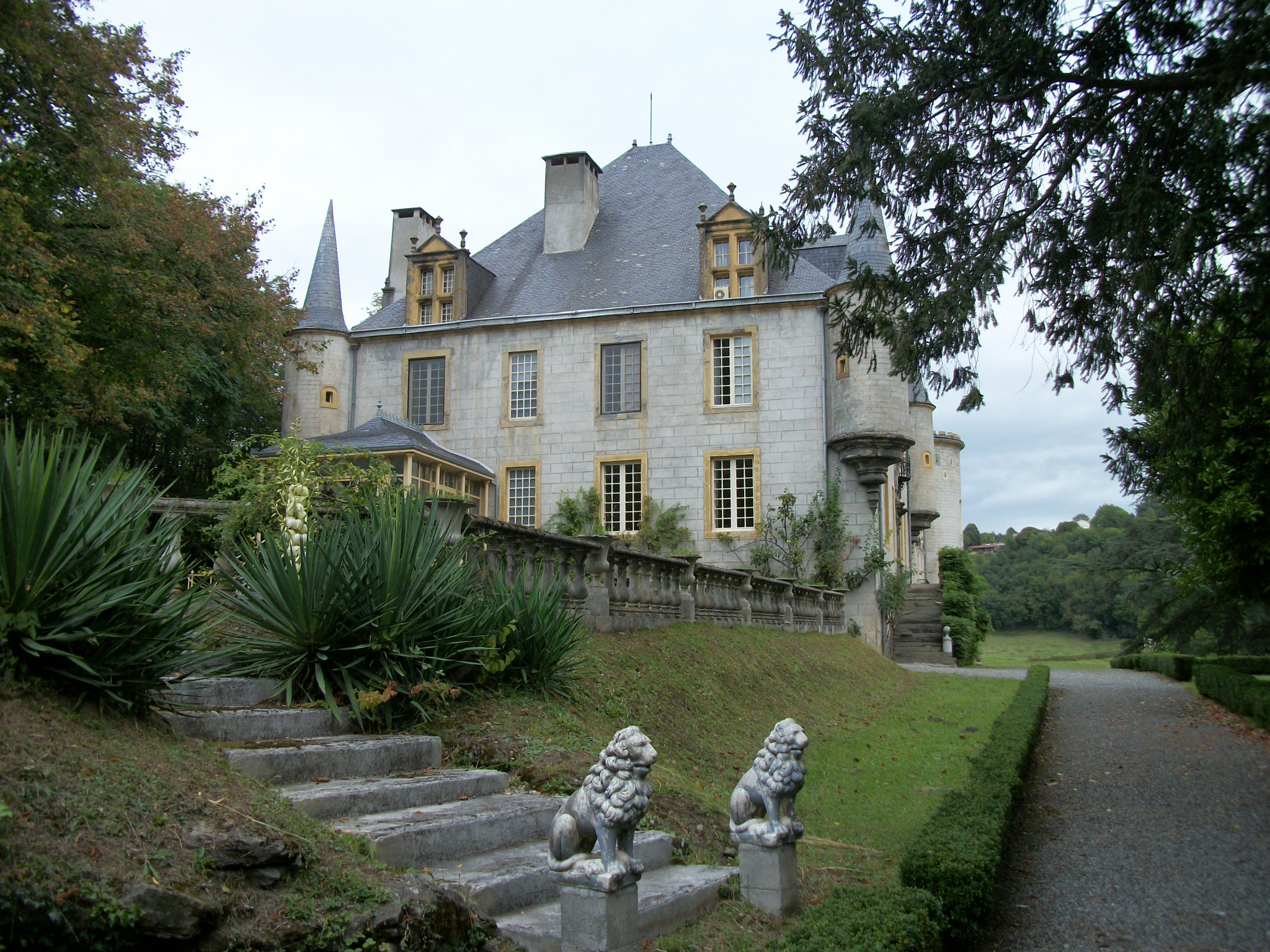
Château du hameau de Bagen à Sauveterre-de-Comminges

Né au château de Bagen à Sauveterre-de-Comminges, près de Saint-Gaudens, en Haute-Garonne, il deviendra chevalier de l'Ordre royal et militaire de Saint-Louis, après avoir fait partie de la garde du corps du Comte d'Artois, le futur roi de France Charles X. Il devint capitaine du corps expéditionnaire envoyé par Napoléon en janvier 1802 pour reprendre possession de la colonie de Saint-Domingue. À Saint-Domingue, il servit sous les ordres du général d'Hénin, selon sa correspondance, qui ne précise pas s'il s'agit du général Etienne Félix d'Hénin de Cuvillers (1755-1841) ou du général François Nivard Charles Joseph d'Hénin (1771-1847). Il exerce en particulier la fonction de capitaine de la police de Port-au-Prince, qu'il a ensuite fui, après l'échec de l'expédition de Saint-Domingue, pour Cuba, d'où il dirige des opérations de négoce dans toute la Caraïbe.
Arrivé à La Nouvelle-Orléans en 1809, comme près de 10 000 réfugiés français de Saint-Domingue en Amérique, il commanda un des
corps d'élite de la Milice de La Nouvelle-Orléans, les Dragons à Pied, puis participa en 1815 à la Bataille de La Nouvelle-Orléans, sous le commandement du général Andrew Jackson, futur président des États-Unis. Il fut même félicité officiellement pour sa bravoure à cette occasion.
Partie prenante d'activités de flibuste dans la Caraïbe pendant ses années à Cuba, il fut l'un des financiers des opérations organisées par les frères Lafitte, célèbres pirates de la Côte du Golfe du Mexique au début du XIXe siècle. Selon l'historien canadien Paul Lachance, il a « investi lourdement dans les expéditions de piraterie ». Parmi d'autres anciens de Saint-Domingue recyclés dans la piraterie, son ami le capitaine Jean Boze et le lieutenant-colonel Joseph Savary.

Il épousa ensuite une Créole de La Nouvelle-Orléans, Marguerite Delmas, veuve de Louis Geoffroy Dreux, que son veuvage avait rendu héritière d'une plantation de sucre sur le site de Gentilly, sur l'actuel périmètre de la ville de La Nouvelle-Orléans. Laissant ses affaires et ses propriétés à la garde de ses amis, le capitaine Jean Boze et l'intendant Auvignac Dorville, il rentra en Haute-Garonne avec son épouse en 1818, laissant derrière lui une compagne de couleur et trois enfants illégitimes.

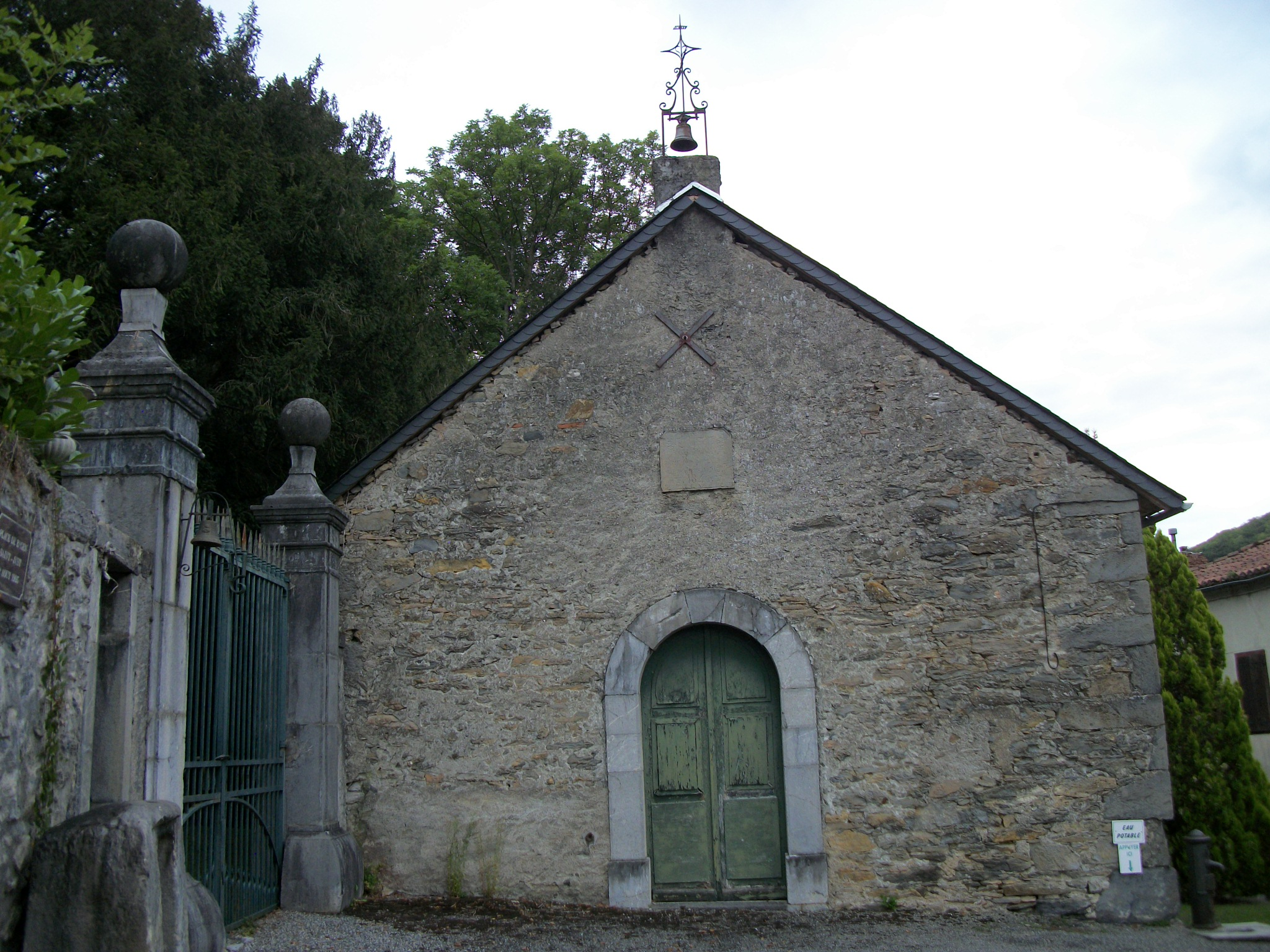
Chapelle du château de Bagen
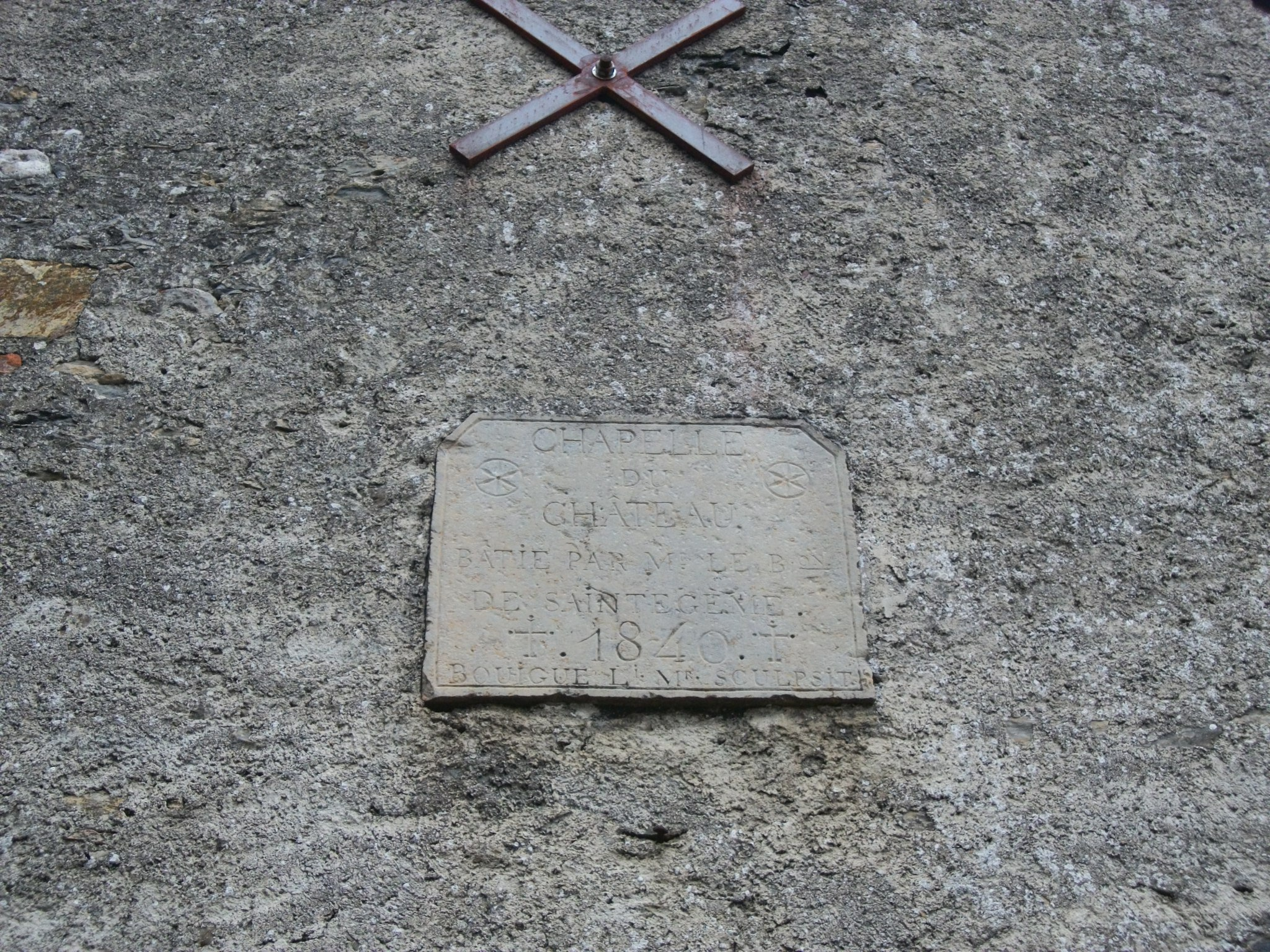
Plaque d'informations sur la chapelle du château avec l'inscritpion : Chapelle du Château bâtie par Mr le Baron de Sainte-Gême - 1840 - Bouigue L. - Mr Sculpsit